# Francesco Celebrano

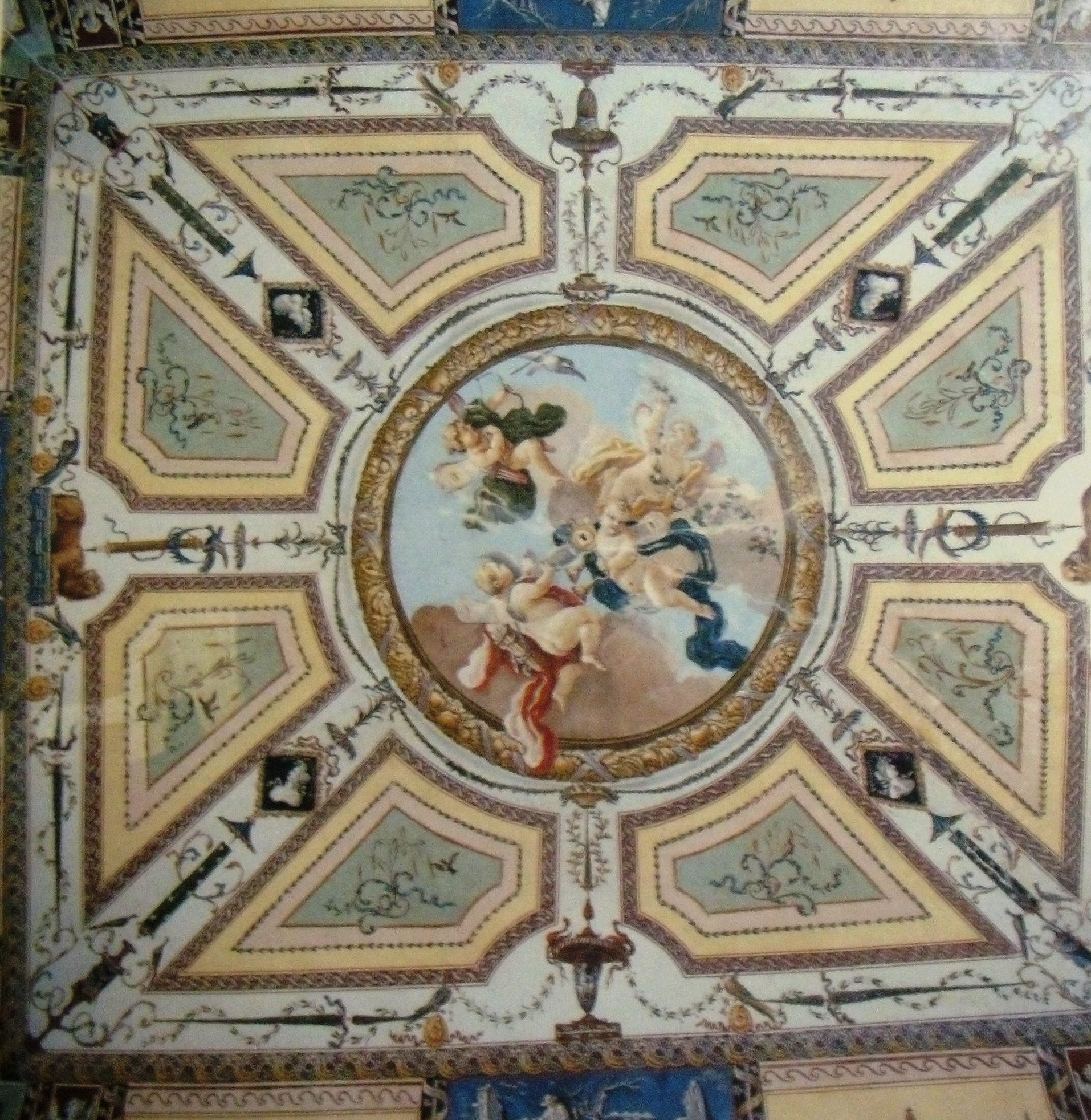
Ambiente affrescato da Francesco Celebrano in palazzo Ungaro a Cerreto Sannita.

Francesco Celebrano (Napoli, 27 marzo 1729 – Napoli, 22 giugno 1814) è stato un artista italiano, autorevole e poliedrico esponente del '700 napoletano.

## Biografia
Pittore, scultore, direttore dei "modellatori" della Real Fabbrica di porcellane a Capodimonte (Napoli), fu anche "Maestro delle Reali Artiglierie e del Genio", nonché pittore di "famiglia" di Re Ferdinando IV di Borbone, educatore del Duca di Calabria e di altri principi di casa Reale.
Fu anche autore di una vasta produzione presepiale tanto che Ferdinando IV inviò al fratello Carlo IV, re di Spagna, suoi "pastori" (un uomo e una donna per ciascuna provincia del Regno delle Due Sicilie) che indossavano gli abiti caratteristici. Tali "pastori" sono ancora oggi in possesso della "corona" spagnola che li ha, di recente, fatti pubblicare. Dal 1800, data la sua esperienza nel settore, divenne consulente della Casa reale per l'acquisto e la collezione di "pastori" presepiali, gran parte dei quali sono oggi conservati nel Museo di San Martino a Napoli.
Nel campo della scultura, alcune sue opere (sotto riportate) si trovano nella chiesa napoletana di "Santa Maria della Pietà", o "Pietatella", meglio nota come Cappella Sansevero, il tempio gentilizio portato a compimento da Raimondo di Sangro, VII Principe di Sansevero, tra il 1744 e il 1771:
1. Monumento a Cecco de' Sangro;
2. La Deposizione e l'altare maggiore della Cappella;
3. Il Dominio di se stessi;
4. Monumento a Giovan Francesco de' Sangro;
5. "Pentecoste", dipinto firmato e datato: "Fr. cus. CELEBRANO 1799", conservato presso la Chiesa dello Spirito Santo a Scilla.

Altri scultori che lavorarono presso la Cappella Sansevero: Antonio Corradini, Francesco Queirolo, Giuseppe Sanmartino.
Nella metà del XVIII secolo Francesco Celebrano lavorò a Cerreto Sannita dove eseguì un dipinto nella Chiesa di Sant'Antonio, due lunette nel Santuario della Madonna delle Grazie e degli affreschi in palazzo Ungaro.
Al Celebrano è attribuita la statua di Sant'Onofrio, custodita nella Chiesa di Santa Maria degli Afflitti in Gesualdo (AV).